# Gustav Adolf Glinz
Gustav Adolf Glinz (* 22. August 1877 in St. Antoni FR; † 24. April 1933 in Zürich) war ein Schweizer reformierter Pfarrer und evangelisch-hochkirchlicher Bischof in der Sukzession des Joseph René Vilatte.

## Leben
Der Sohn des Pfarrers Emil Glinz und der Pfarrerstochter Anna Berta Maria Frey studierte Theologie in Neuenburg NE, Basel, Berlin sowie Marburg und wurde 1901 in St. Gallen zum Pfarramt ordiniert. Er wirkte als Pfarrer zunächst in Tegerfelden, Rheinfelden AG und Straubenzell (St. Gallen), schliesslich von 1920 bis 1930 in Müllheim TG.
In Theologie und Spiritualität nahm Pfarrer Glinz zunehmend eine altkirchlich-katholische Haltung ein und wurde zum Anwalt einer „evangelischen Katholizität“. 1921 schloss er sich dem ökumenisch orientierten Schweizerischen Diakonieverein an und amtierte ab 1922 als Vorsteher seiner (hoch-)kirchlichen Abteilung. In der Ökumenischen Kapelle im Nidelbad in Rüschlikon feierte er regelmässig Eucharistie in hochkirchlicher Form, gelegentlich auch nach dem Missale Romanum.
Ab Dezember 1926 wirkte er als 1. Vorsitzender des Hochkirchlich-Ökumenischen Bundes, anschliessend als 2. Vorsitzender der Hochkirchlichen Vereinigung. Im Sommer 1929 liess er sich durch einen Bischof in apostolischer Sukzession zum Priester weihen. Im Frühjahr 1930 trat er aus gesundheitlichen Gründen (Herzleiden) vom Pfarramt zurück, wirkte aber aushilfsweise weiterhin als Prediger in reformierten Kirchen.
Am 24. August 1930 empfing er in Rüschlikon die Bischofsweihe. Die Ordination erfolgte durch Pierre Gaston Vigué unter Assistenz des Österreichers Alois Stumpfl, beide durch bischöfliche Ordination verbunden mit der Église Gallicane des Louis François Giraud. Am folgenden Tag wirkte Glinz (Bischofsname: Johannes) ebendort als Mitkonsekrator bei der Bischofsweihe von Friedrich Heiler.
Gustav Adolf Glinz ist der Vater des Sprachwissenschaftlers und Germanisten Hans Glinz (1913–2008).